# Guido Jendritzko
Guido Jendritzko (n. 31 ianuarie 1925, Kirchhain, Niederlausitz – d. 1 octombrie 2009, Wuppertal) a fost un sculptor, pictor, grafician și fotograf german. El a fost un reprezentant important al culturii abstracte după cel de al doilea război mondial. 
Guido Jendritzko studiază între anii 1950 - 1956 la Școala Superioară de Arte din Berlin având ca dascăl pe Karl Hartung. În anul 1957 primește o bursă de la Kulturkreis der deutschen Wirtschaft. În același an va primi premiul Kritikerpreis de la uniunea Verband der deutschen Kritiker. În anul 1959 face parte Jendritzko din Documenta II în Kassel în domeniul artei plastice. Premiul Villa Romană îl primește în 1960. Guido Jendritzko a fost ani în șir profesor la școala Werkkunstschule în Wuppertal. 
La data de 26 septembrie 2009 este trântit la pământ la de niște suporteri neidentificați ai echipei de fotbal Borussia Dortmund care se îmbulzeau la gară, este lăsat să zacă rănit la cap. Din cauza rănii Jendritzko va deceda peste câteva zile.
1. ↑   https://www.villaromana.org/front_content.php?idcat=24&lang=1, accesat în 26 aprilie 2022 Lipsește sau este vid: |title= (ajutor)